# Purpurtaggstjärtseglare
Purpurtaggstjärtseglare (Hirundapus celebensis) är en fågel i familjen seglare.

## Utseende
Purpurtaggstjärtseglaren är en mycket stor (24–25 cm) seglare, med långa och breda vingar som är innupna vid kroppen, framträdande huvud, kraftig kropp och kort stjärt med utstickande taggar. Fjäderdräkten är svart med purpurfärgad glans, förutom vitt på en fläck ovan tygeln och den för släktet karaktistiska vita hästskoformade teckningen på bakre delen av flankerna och undre stjärttäckarna.

## Utbredning och systematik
Fågeln förekommer på norra Sulawesi och Filippinerna (utom Palawan). Den behandlas som monotypisk, det vill säga att den inte delas in i några underarter.

## Levnadssätt
Arten hittas över öppet landskap och skogsområden i lågland och lägre bergstrakter. Den ses ofta i flockar om upp till 100 individer och har noterats ta stora mängder bin. Dess häckningsbiologi är okänd.

## Status
Arten har ett stort utbredningsområde och beståndet anses stabilt. Internationella naturvårdsunionen IUCN listar den därför som livskraftig (LC).